# 이경규의 진짜가짜
《이경규의 진짜가짜》은 대한민국의 문화방송에 일요일 일요일 밤에 방송됐던 코너로 진짜와 가짜를 구별되는 버라이어티 프로그램이다. 방송 기간은 1995년 6월 18일부터 1995년 10월 15일까지, 진행자는 이경규이다.

## 출연자 게스트
- 336회(1) : 솔리드
- 337회(2) : R.ef
- 338회(3) : 노영심
- 339회(4) : 양희은
- 340회(5) : 룰라
- 341회(6) : 성진우
- 342회(7) : 김준호
- 343회(8) : 지니
- 349회(9) : R.ef
- 350회(10) : 솔리드
- 351회(11) : 노이즈
- 352회(12) : 임하룡, 김국진, 이경실
- 353회(13) : 김용만, 재키림, 김정민
- 354회(14) : 홍기훈, 조혜련, 이재룡
- 355회(15) : 박형준, 이경애, 육각수
- 356회(16) : 서경석, 이주영, 성진우

## 같이 보기
- 일요일 일요일 밤에 종영된 코너 목록
- 몰래카메라